# Kujibiki Unbalance
Kujibiki Unbalance (jap. くじびきアンバランス, dt. etwa „Unausgewogene Lotterie“) ist eine japanische Anime- und Manga-Serie von Shimoku Kio. Sie war zunächst nur eine fiktive Serie in der Geschichte des Mangas Genshiken, wurde dann aber auch selbst als Anime und Manga produziert. Dabei erfolgte erst die Veröffentlichung einer OVA, danach auch eines Mangas, Videospiels und einer Fernsehserie.

## Inhalt
Einmal im Jahr veranstaltet die prestigeträchtige Rikkyōin-Oberschule eine Lotterie, um die Mitglieder des nächsten Schülerrats zu bestimmen. An seinen ersten Tag auf der Schule wird der Schüler Chihiro Enomoto auf diesem Weg zum nächsten Schülerpräsidenten gekürt. Seine Kindheits-Freundin Tokino Akiyama wird zur Vizepräsidentin. Nun müssen sie eine Bewährungszeit von einem Jahr unter der Aufsicht des derzeitigen Schülerrats unter der Präsidentin Ritsuko Kübel Kettenkrad bestehen. Jeder Fehler bei den zugewiesenen Aufgaben zieht den Ausschluss aus der Schule nach sich. Dabei ist Chihiro ein Pechvogel, dem jedes erdenkliche Unglück widerfährt, Tokino zu seiner Erleichterung aber ein Glückspilz. Die ehrgeizige zukünftige Schriftführerin Renko und ihre Freundin Koruko machen den beiden aber oft das Leben schwer. So müssen die Vier gemeinsam die Aufgaben erfüllen, die der jetzige Schülerrat ihnen aufträgt.

### OVA
Da von fiktiv 26 Episoden nur die Folgen 1, 21 und 25 produziert wurden, ist die Handlung unvollständig. Eine Nebengeschichte der OVA ist die Beziehung zwischen Chihiro Enomoto und der derzeitigen Schülerratspräsidentin, Ritsuko Kübel Kettenkrad. Aus Rückblenden erfährt man, dass die beiden Kindheitsfreunde waren und das Ritsuko in Chihiro verliebt war.

## Veröffentlichungen

### Anime
Die Original Video Animation wurde zusammen mit den DVDs der Serie Genshiken am 22. Dezember 2004 veröffentlicht und umfasst drei Episoden. Regie führte Takashi Ikehata, das Charakterdesign entwarf Kengō Yagumo und die künstlerische Leitung lag bei Shin Okui. Die Musik komponierte Masanori Takumi. Der Vorspann wurde unterlegt mit dem Lied Kujibiki Unbalance, der Abspann mit Kagayaki Cyalume (かがやきサイリューム), beide von Under17.
Im Mai 2006 kündigte Media Factory eine Fernsehserie zu Kujibiki Unbalance an. Die Produktion unter Regie von Tsutomu Mizushima entstand bei Afternoon Studio und Asiadou. Die Drehbücher schrieb Michiko Yokote. Für das Charakterdesign war Yoshiaki Yanagida verantwortlich, künstlerischer Leiter war Shin Okui. Tomoki Hasegawa komponierte die Musik, Vor- und Abspann sind die der OVA. Die zwölfteilige Anime-Serie wurde schließlich vom 6. Oktober 2006 bis zum 22. Dezember 2006 in Japan auf dem Fernsehsender Kids Station ausgestrahlt. Auf den DVD-Veröffentlichungen der Serie befand sich auf jeder DVD jeweils eine Folge von Genshiken.
In Deutschland wurde die OVA von Anime Virtual wie in Japan zusammen mit DVDs von Genshiken veröffentlicht. Von Serie und OVA gibt es außerdem Übersetzungen ins Englische und Chinesische.

#### Synchronsprecher
| Rolle                    | Japanischer Sprecher (Seiyū) | Japanischer Sprecher (Seiyū) | Deutscher Sprecher (OVA) |
| Rolle                    | OVA                          | Fernsehserie                 | Deutscher Sprecher (OVA) |
| ------------------------ | ---------------------------- | ---------------------------- | ------------------------ |
| Chihiro Enomoto          | Yuka Imai                    | Fujiko Takimoto              | Raúl Richter             |
| Tokino Akiyama           | Akemi Kanda                  | Ai Nonaka                    | Yvonne Greitzke          |
| Ritsuko Kübel Kettenkrad | Saeko Chiba                  | Ami Koshimizu                | Susanne Geier            |
| Renko Kamishakujii       | Ikue Ōtani                   | Kumiko Nishihara             | Diana Borgwardt          |
| Kasumi Kisaragi          | Ayako Kawasumi               | Yukana                       | Anja Stadlober           |
| Izumi Tachibana          | Yuko Kaida                   | Eri Nakao                    | Peggy Sander             |
| Komaki Asagiri           | Yukari Tamura                | Masayo Kurata                | Marie-Luise Schramm      |
| Shinobu Enomoto          | Haruko Momoi                 | Yuko Sasamoto                | Maria Koschny            |
| Mugio Rokuhara           | Kenichi Suzumura             | Shintaro Asanuma             | Konrad Bösherz           |
| Kaoruko Yamada           | Yūko Gotō                    | Yūko Gotō                    | Jill Schulz              |

### Manga
Der Manga Kujibiki Unbalance, von Shimoku Kio getextet und von Keito Kōme gezeichnet, wurde von November 2006 bis Dezember 2007 im Manga-Magazin Afternoon von Kodansha veröffentlicht. Der Verlag brachte die Kapitel auch gesammelt in zwei Bänden heraus. Del Ray brachte eine englische Fassung heraus, Tong Li eine chinesische.

### Light Novel
In Japan wurden von 2004 bis 2006 drei Light Novel veröffentlicht. Diese wurden geschrieben von Michiko Yokote.

### Konsolenspiel
Am 25. Januar 2007 wurde in Japan von Marvelous Interactive ein Videospiel für die Playstation 2 namens Kujibiki Unbalance: Kaichō Onegai Smash Fight veröffentlicht.

## Rezeption
Die OVA sei, so die Anime Encyclopedia, durch ihre Herkunft als Parodie innerhalb einer anderen Comedy-Serie vor allem eine Sammlung alberner Stereotype. Auch die MangasZene beschreibt den Anime als Ansammlung von Klischees, die ihre Herkunft als Parodie deutlich sichtbar macht und ernste Aspekte einer Handlung nur andeutungsweise zeigt. Das Gezeigte sei dabei aber so witzig, dass es dennoch unterhalten könne. Die Zeitschrift AnimaniA bescheinigt der Fernsehserie einen „bunten Mix aus Action- und Comedy-Elementen“, die für abwechslungsreiche Unterhaltung sorgten. Es gebe viel Slapstick und Situationskomik, auch das Gefühlsleben der Charaktere stünde einige Male im Vordergrund, aber die erotischen Elemente hielten sich im Gegensatz zur OVA in Grenzen. Ein Unterschied sei auch das jünger erscheinende Charakterdesign. Die Animationsqualität sei eher durchschnittlich, für die gebotene Handlung sei dies aber in Ordnung.